# Chouranický mlýn
Chouranický mlýn v Českém Brodě v okrese Kolín je zaniklý mlýn, který stál na říčce Šembera v jihozápadní části města.

## Historie
Vodní mlýn je zmiňován k roku 1323 v souvislosti s vypálením dvora nebo osady Chouranice. Po této události mlýn připadl městu Český Brod.
Před rokem 1757 jej vlastnil Jan Václav Vejvoda ze Stromberka. Roku 1903 byl jeho majitelem Viktor Weidehoffer, starosta Českého Brodu.

## Popis
Voda na vodní kolo tekla z rybníka. Mlýnice a dům byly pod jednou střechou, ale dispozičně oddělené. Budovy byly zděné, přízemní, měly plastickou omítkovou výzdobu fasád a štítů. V roce 1930 byla ve mlýně 1 Francisova turbína o spádu 5,5 metru a výkonu 11,8 HP.

## Okolí mlýna
Kolem zaniklého mlýna vede turistická značená trasa  0016 z Českého Brodu k Jevanskému rybníku.